# Valka
Valka (Duits (historisch): Walk) is een stad in Letland met 6.459 inwoners (2005), gelegen aan de grens met Estland. Valka vormt samen met Valga in Estland een gedeelde stad. De grens tussen Estland en Letland loopt dwars door het stadje heen, al is het Estse Valga ruim twee keer zo groot.

## Geschiedenis
De stad Walk werd voor het eerst vermeld in 1286. Vanaf 1419 was het de zetel van de Landdag van de Lijflandse Confederatie.
In 1584, ten tijde van het Hertogdom Lijfland, werden stadsrechten toegekend door de Poolse koning Stefan Bathory.
Op 15 november 1918 vond de proclamatie van de onafhankelijke Republiek Letland plaats in Valka. De rood-wit-rode Vlag van Letland werd hier toen voor de eerste keer gehesen.
Op 1 juli 1920 werd de stad verdeeld tussen de nieuwe republieken Letland en Estland.

## Valka als grensstad
Gedurende meer dan vier eeuwen vormden beide plaatsen één stad onder de (Duitse) naam Walk. Toen Estland en Letland zich na de Eerste Wereldoorlog onafhankelijk maakten van Rusland ontstond er een geschil tussen beide landen over waar de grens zou moeten lopen bij Valga/Valka. Na internationale bemiddeling door de Britse kolonel S.G. Tallents werd op 1 juli 1920 de huidige grens vastgesteld. Tussen 1940 en 1991, toen zowel Estland als Letland bij de Sovjet-Unie waren ingelijfd, had de grens zijn betekenis grotendeels verloren. In 1991 verschenen er weer grensposten.
Tegenwoordig beslaat Valka een oppervlakte van 14,2 km² en telt ongeveer 7000 inwoners. Valka heeft een oppervlakte van 16,5 km².
Bij Valka passeren dagelijks doorgaande internationale bussen en treinen de grens. De meeste bussen stoppen echter voor de grens, maar men kan te voet de grens oversteken bij een van de drie grensposten en aan de andere zijde op een lokale of regionale bus stappen.
Sinds de toetreding van Estland en Letland tot het Verdrag van Schengen in 2006 is de grens door deze gedeelde stad in ieder geval fysiek opgehouden te bestaan.

## Geboren
- Gatis Smukulis (15 april 1987), wielrenner